# Adel, England
Adel är en relativt välbärgad stadsdel i norra Leeds, i unparished area Leeds, i distriktet Leeds, i grevskapet West Yorkshire, i norra England. Under romartiden fanns här ett fort. Adel var en civil parish fram till 1866. Civil parish hade 1 063 invånare år 1831. Det blev en del av Leeds stad 1926. Byn nämndes i Domedagsboken (Domesday Book) år 1086, och kallades då Adele.